# Crystal Marie Fleming
Pour les articles homonymes, voir Fleming.
Crystal Marie Fleming, née le 26 novembre 1981 Chattanooga (Tennessee), est une militante radicale, sociologue et chercheuse américaine, professeure associée à l'université d'État de New York à Stony Brook.

## Biographie
Elle est élevée par sa mère dans une atmosphère religieuse liée aux églises pentecôtistes noires
Elle est diplômée en 2004, magna cum laude, en sociologie et en français au Wellesley College. Elle soutient la thèse Performing Blackness: Symbolic Boundaries and Aesthetic Distinctions among Spoken Word Poets in Boston,. Elle obtient un Master of Arts en sociologie en 2007 à l'université Harvard. Elle y obtient un doctorat de sociologie en 2011.
Sa dissertation est titrée Imagining French Atlantic Slavery: A Comparison of Mnemonic Entrepreneurs and Everyday Antilleans in Metropolitan France. Sa directrice de thèse est Michèle Lamont. En 2012, elle remporte le trophée Georges Lavau de la dissertation décerné par l'American Political Science Association pour sa dissertation sur la politique française.
Elle est professeure associée de sociologie, études africaines et en études sur le genre et la sexualité à l'université d'État de New York à Stony Brook, après avoir été professeure invitée à l'université Lille-III en 2015. Elle est l'auteure de deux livres : Resurrecting Slavery: Racial Legacies and White Supremacy in France et How to Be Less Stupid About Race: On Racism, White Supremacy and the Racial Divide.

## Vie personnelle
Elle s'identifie comme bisexuelle et queer.

## Ouvrages
- Resurrecting Slavery: Racial Legacies and White Supremacy in France, Temple University Press, 2017, 286 p. (ISBN 978-1439914090).
- How to Be Less Stupid About Race: On Racism, White Supremacy, and the Racial Divide, Beacon Press, 2018, 256 p. (ISBN 978-0807039847).